# Santo Estêvão de Bastuço
Santo Estêvão de Bastuço era una freguesia portuguesa del municipio de Barcelos, distrito de Braga.

## Historia
Fue suprimida el 28 de enero de 2013, en aplicación de una resolución de la Asamblea de la República portuguesa promulgada el 16 de enero de 2013 al unirse con las freguesias de São João de Bastuço y Sequeade, formando la nueva freguesia de Sequeade e Bastuço (São João e Santo Estêvão).

## Patrimonio
- Crucero de Agrela